# Biblioteca nazionale parlamentare della Georgia
La biblioteca nazionale parlamentare della Georgia (in georgiano საქართველოს პარლამენტის ილია ჭავჭავაძის სახელობის ეროვნული ბიბლიოთეკა?) è la biblioteca del parlamento georgiano. Si trova a Tbilisi, capitale del paese, ed è la più grande biblioteca della Georgia, fungendo anche da biblioteca nazionale e centro per il deposito legale.

## Storia
Il nucleo iniziale della biblioteca nazionale parlamentare venne creato nel 1846, con l'apertura della Biblioteca pubblica di Tiflis, che integrò la collezione dell'ufficio del Governatore generale di Tbilisi e fu la prima biblioteca pubblica della Georgia. Nel 1848 la collezione della biblioteca privata creata da Dimitri Kipiani, statista e scrittore georgiano, passò alla nuova biblioteca pubblica. La continua crescita dei materiali parte della collezione resero necessaria la costruzione di un nuovo edificio, completato nel 1851. L'anno successivo la biblioteca divenne il centro designato per il deposito legale di tutte le nuove opere pubblicate nella regione caucasica. Nel 1859 la collezione contava 12.260 volumi in 19 lingue. Nel 1868 la biblioteca venne unita al Museo del Caucaso e nel 1913 la biblioteca venne ribattezzata Biblioteca scientifica del museo del Caucaso.
Nel 1923 il Consiglio dei Commissari del Popolo della nuova Repubblica Socialista Federativa Sovietica Transcaucasica decretò l'unione della biblioteca parlamentare, attiva dal 1918, con la Biblioteca scientifica del museo del Caucaso, creando la biblioteca pubblica statale della Georgia. Dal 1955 al 1990 operò sotto il nome di Biblioteca statale della repubblica, diventando quindi la biblioteca nazionale della Georgia e assumendo il nome attuale nel 1996.
Nel 2017 il Museo del libro di Tbilisi è stato creato all'interno dei locali della biblioteca, per esporre la collezione di libri rari della biblioteca. 
| Controllo di autorità | VIAF (EN) 146775154 · ISNI (EN) 0000 0004 0397 1195 · LCCN (EN) n2002060935 · GND (DE) 16160960-0 · BNF (FR) cb166284296 (data) · J9U (EN, HE) 987007313015305171 |